# Glen Fisher
Glen Fisher (* um 1965 in San Diego/Kalifornien) ist ein US-amerikanischer Jazzbassist.
Fisher studierte Musik an der University of California, San Diego und der Wiener Musikakademie. Er arbeitete als Bassist und Bandleader in Europa, Lateinamerika und den USA. Als Bassist trat er u. a. auf mit Graham Nash, Eartha Kitt, Nel Carter, Jay McShann, James Moody, Red Holloway, Charles McPherson, Bobby Shew, Jackie King, Jason Scheff, Mato Grosso, Hannibal Means, Steve Lacy, Sigi Finkel und Alegre Corrêa.
Er leitet ein eigenes Trio, die Gruppe Con Alma und das Gomango Invasion Orchestra und nahm bisher drei Alben als Bandleader auf. 1993 und 1994 wurde er mit einem San Diego Music Award ausgezeichnet, 2005 wurde er mit der Sängerin Chris Bennett für einen Grammy nominiert.

## Diskografie
- Con Alma As Is
- Gomango Groovin' on the Mainland
- The Widow of Romero

| Personendaten    | Personendaten                 |
| ---------------- | ----------------------------- |
| NAME             | Fisher, Glen                  |
| KURZBESCHREIBUNG | US-amerikanischer Jazzbassist |
| GEBURTSDATUM     | um 1965                       |
| GEBURTSORT       | San Diego                     |